# Felipe Pinglo Alva
Julio Felipe Federico Pinglo Alva (Lima, 18 de julio de 1899-Lima, 13 de mayo de 1936), conocido como el Bardo Inmortal, fue un destacado compositor y músico peruano, considerado uno de los máximos exponentes de la música criolla, poseedor de un estilo de amplio arraigo popular que enriqueció el acervo musical peruano. Es también conocido internacionalmente por ser el autor del vals «El plebeyo».

## Contexto histórico
La música criolla (constituida básicamente por el vals y la polka) ya se escuchaban desde finales del siglo XIX en los barrios populares de Lima inspirada en las danzas europeas que se bailaban en los elegantes salones. La primera generación de compositores criollos que se desarrolló entre fines del siglo XIX hasta 1920 conocida como "La Guardia Vieja", se nutrió del importante influjo de ritmos españoles como la zarzuela y la jota aragonesa.
En los años 20 se operan cambios importantes en la estructura urbana de Lima y se empieza a sentir en los barrios populares la influencia de nuevos géneros musicales especialmente el foxtrot, one-step, tangos, entre otros. Estos comenzaron a desplazar a la aún incipiente música criolla, con el foxtrot como el género de mayor consolidación en América Latina. Es en este panorama en que aparece Felipe Pinglo Alva y marca el primer hito histórico en el desarrollo de este género musical. El 17 de mayo de 1926 se instaló el primer instituto musical bajo su nombre, el más lóngevo en operarse dentro del territorio nacional.

## Biografía

### Primeros años
Nació en la Calle del Prado, en la actual cuadra 14 del Jr. Junín, en los Barrios Altos. Hijo del normalista Felipe Pinglo Meneses y de María Florinda Alva, quien murió días después de dar a luz. La pobreza en la que vivió y las enseñanzas de su padre y sus tías, fueron formándole como niño instruido pero con sentimiento social.
Inició sus estudios en la Escuela Fiscal de los Naranjos (Lima), regentada por su tío Alejandro Pinglo, y posteriormente entre 1911 hasta 1915 cursó la secundaria en el Colegio Nuestra Señora de Guadalupe. Con sus propinas adquirió más tarde un rondín e intuitivamente aprendió a repetir en el instrumento musical las interpretaciones de las bandas militares ofrecidas en las retretas, en las plazas públicas de su tradicional barrio. 
En 1916 comenzó sus labores en la imprenta El Gráfico y en una compañía de gas. También fue futbolista por afición en los clubes El Naranjo, "Alfonso Ugarte" y fue comentarista de este deporte mediante artículos en algunas revistas limeñas. Como gran amante del fútbol, Felipe Pinglo Alva se hizo hincha del club Alianza Lima, equipo fundado en 1901 es decir, un par de años luego de nacer nuestro compositor. Por tanto, siendo coetáneos, la cercanía y amistad entre el bardo y el ya por entonces popularísimo club limeño, se vieron plasmadas en las varias composiciones que le dedicara destacando por supuesto la marinera "Alianza Lima" que en una de sus estrofas dice así: "Saca Villanueva, pasa a Montellanos, quien presto la añade al gran don José, quien combinando el juego la extrema a Sarmiento que la cede a Neyra. Domingo y Julio García en conjunto con Quintana forman el trío de medios que colaboran muy bien con Juan Rostaing y con Soria, la gran pareja de zagueros y en el arco Valdivieso, un guardavalla de gran valor, ¡Muchachos, viva el Alianza!". Es de destacar que también le dedicó una hermosa polka (one step en su momento) al máximo ídolo aliancista don Alejandro Villanueva con quien, definitivamente, compartió la jarana y la bohemia tan afines al viejo club limeño, el club de sus amores.   
Trabajó luego en la Dirección General de Tiro donde fue Secretario del entonces Ministro de Guerra General Salmón, el cual guardaba un gran afecto por Felipe, de quien dijo en varias ocasiones que era su brazo derecho.
Cuando Pinglo empezó a componer y frecuentar a los músicos criollos de entonces, hizo de la Calle Mercedarias, en el actual Jr. Ancash, su lugar de concentración e inspiración. Allí solía reunirse para hacer música con Samuel Joya Neri, Obdulio Menacho, José y Eugenio Díaz, Guillermo D'Acosta, Paco Vilela, Juan Ríos, Pedro Espinel, Jorge Gonzáles, Ernesto "El chino" Soto y muchos otros criollos. Este grupo es conocido como la "Generación Pinglo".

### Carrera musical
Felipe Pinglo tocaba la guitarra a la inversa, porque era zurdo. No cambiaba la encordadura del instrumento, razón que algunos entendidos han considerado importante en el descubrimiento de nuevas tonalidades logradas por él, apreciables en su abundante producción musical.
Con los primeros entusiasmos sentimentales de sus años mozos desarrolló su espontánea habilidad para el canto y la composición musical. Pronto conquistó simpatía y aprecio en las reuniones de barrios que se hacían acompañadas de música criolla. Afinando así su inspiración, brota su primera composición, el vals «Amelia» ejecutado en 1917. Desde allí al compás de su guitarra afloraron unas 300 composiciones aproximadamente, muchas de ellas de contenido autobiográfico, impregnadas del acento melancólico, sugeridas por el ambiente bohemio, las angustias debido a su males físicos; así como también composiciones que son protestas ante las injusticias sociales. Cabe destacar que Pinglo fusionó el estilo previo del vals limeño con armonías provenientes de otros géneros, como el tango argentino, así como incursionó en la composición de ritmos internacionales de moda, como el one-step.
Paulatinamente, la figura de Pinglo se tornó familiar en los barrios limeños de Rímac, Monserrate y La Victoria. Es la época en que sorprende a sus amigos con su deslumbrante inspiración, capaz de crear un tema en contados minutos. Entre 1921 y 1923 Felipe se ausenta de los Barrios Altos para irse a vivir a La Victoria. A los 24 años de edad, Pinglo era ya un compositor celebrado, mientras conoció a José Carlos Mariátegui.
En 1925 conoció a Hermelinda Rivera Urrutia, a la sazón de 17 años de edad. Con ella se casó el 11 de mayo de 1926 en la iglesia San Francisco. Poco tiempo después nacieron sus hijos, Carmen y Felipe.
Hermelinda Rivera había sido novia del también compositor Alberto Condemarín y cuando ésta se casó con Pinglo, Condemarín le compuso el vals «Hermelinda» que rápidamente se hizo popular y actualmente es uno de los clásicos de la música criolla. Pinglo, herido en su amor propio por la composición de Condemarín, deseaba escribirle a su esposa un vals que fuera popular también.

### Fallecimiento
En 1935, Pinglo cayó enfermo por fuertes dolores en la rodilla izquierda debido a una lesión deportiva y también por los cada día más agudos espasmos que le produjo una bronquitis mal curada. 
Tres días antes de morir, Pinglo terminó de escribir la que sería su última canción, el vals "Hermelinda" dedicado a su esposa. Las fuerzas ya no le daban para ponerle música por lo que le encargó a su esposa entregarlo a Paco Vilela o Pedro Espinel para ser musicalizado. Hermelinda Rivera no quiso dar a conocer esta última composición y por haberlo mantenido guardado por tantos años, no es muy conocido.
A las 5 de la mañana del 13 de mayo de 1936, a los 36 años de edad, murió Felipe Pinglo Alva con los ojos fijos en la imagen de la Virgen del Carmen, patrona del criollismo. Al día siguiente, sus restos fueron acompañados por cerca de un millar de personas hasta el cuartel Santa Rebeca del Cementerio Presbítero Maestro donde fue sepultado. Cuatro días después, el compositor Pedro Espinel, uno de los mejores amigos de Pinglo, fundó el "Centro musical Felipe Pinglo Alva".
El 26 de octubre de 1958 sus restos fueron trasladados a un mausoleo coronado por un busto obra del escultor Artemio Ocaña. Las guardillas de la tumba, en forma de notas musicales, fueron diseñadas y forjadas por el decimista Nicomedes Santa Cruz. Estas guardillas son las primeras notas del vals "El plebeyo".

## Obra musical

### Temática de sus composiciones
Múltiples son las facetas que presenta la obra de Pinglo. Por ejemplo el compositor dedicó bellísimos versos a las flores en temas como "Decepción", "Celos", "Llegó el invierno", "Bouquet", entre otros:
"Llegó el invierno con sus rigores / las bellas flores a hacer sufrir / ellas marchitas llenas de pena / al fin tuvieron que sucumbir / las azucenas leales y bellas / a los claveles vieron morir / y las magnolias se deshojaron / llorando a solas su triste fin" (Llegó el invierno - one step)
Barrios Altos fue principal fuente de inspiración de Pinglo, sus calles y personajes dieron vida a temas como "Rosa Luz", "Linda morenita" o "De vuelta al barrio":
"Ha muerto doña Cruz / que juntito al solar / se solía poner / a realizar sus ventas /al atardecer, de picantes y té / Ya no hay los picarones / de la buena Isabel / todo, todo se ha ido / los años al correr" (De vuelta al barrio - vals)
La inversión extranjera y la proliferación de fábricas textiles en Lima agitaron el ambiente de sus calles. Los barrios populares aumentaron su población, y los artesanos de antes comenzaron a constituirse en una emergente clase obrera. Mientras tanto, los sectores acomodados cerraban sus filas y se agudizaban las diferencias y confrontaciones sociales. La reivindicación social es entonces la más difundida de las voces de Felipe Pinglo, quien, desde las populares calles de Barrios Altos, denunciaba:  
"Si muchos de nosotros auscultar pudiéramos / la verdad cruel y triste de este diario luchar / viviendo en un instante de mortal desengaño / compráramos los diarios para otorgarle el pan" 
(El canillita - vals) 
Pinglo también le cantó al amor, tópico fundamental en sus composiciones. Por su depurado lirismo, el periodista Willy Pinto lo comparó con los principales poetas románticos: 
" Bendita tu seas hada de los bosques / diosa del martirio, bello ángel de amor / hoy que tu me amas, tu nombre tan puro / grabaré yo Amelia en mi corazón" (Amelia - vals). 
Por otro lado el movimiento vertiginoso que imprime la modernidad inspiró al compositor. Pinglo dedicará pasajes de sus letras al cabaret, el ferrocarril y los automóviles. Además, musicalmente se nutre con la influencia de ritmos norteamericanos de moda, como el fox trot y el one step: 
"..Acelerando a fondo el corazón / la mano en el volante del amor / la otra está pronta a frenar / si se desvía mi pasión" (Amor a 120 - one step).
Su imaginación era inagotable. Pinglo compuso canciones sobre lugares, personas o situaciones que no había conocido: "Bello Hawái", "Zacatecas", "El espejo de mi vida", "Paraguaya" o "Sueños de opio"; controvertido este último pues no se sabe si fue inspirado en vivencia ajena o propia:
"Droga divina, bálsamo eterno / opio y ensueño dan vida al ser / aspiro el humo que da grandezas / y cuando sueño, vuelvo a nacer " (Sueños de Opio - vals)

### «El plebeyo»
Entre sus composiciones más celebradas sin duda alguna el vals «El plebeyo» es el de mayor popularidad. Fue estrenada posiblemente en 1931 en el teatro Alfonso XIII del Callao por su amigo, el también compositor y cantante, Alcides Carreño. 
Existen dos historias sobre el origen de este vals: La primera adjudicaba el drama a Luis Enrique Rivas, un tejedor de canasta que vivía en la parte baja del Cerro San Cristóbal. Otra versión, en la que concordaron muchos amigos del compositor, es que el drama de Luis Enrique fue el propio drama vivido por Pinglo entre 1921 y 1923, cuando se alejó de los Barrios Altos para hacer vida bohemia en La Victoria. Dicen que allí se enamoró de Gianina, bellísima hija de 17 años del industrial italiano Zuccarello. El compositor era correspondido, motivo por el cual los padres de la niña la enviaron a Italia, a vivir con sus abuelos en Florencia.
Al margen de estos y otros comentarios al respecto, «El plebeyo» planteó un drama social porque Luis Enrique, el personaje principal, era el plebeyo que amaba a una aristócrata pero su amor es condenado por la sociedad:
"Mi sangre aunque plebeya también tiñe de rojo / el alma en que se anida mi incomparable amor / ella de noble cuna y yo, humilde plebeyo / no es distinta la sangre ni es otro el corazón / Señor, ¿por qué los seres no son de igual valor?" (vals «El plebeyo»)
Felipe Pinglo con su abundante y extraordinaria producción, estaba inaugurando un nuevo capítulo en la historia de la música criolla peruana. El vals había sido, un inexpresivo conjunto de versos superficiales y fáciles melodías. Con Pinglo adquiere definitiva personalidad. En adelante será intencionado en sus versos, profundo en su melodía y esencialmente, mensajero de honda emoción social.

### Difusión de su obra
Después de su muerte, el nombre de Pinglo era mencionado con admiración y respeto, aunque sin la clara concepción del significado histórico de su producción excepcional. En su homenaje le fueron dedicadas bellas composiciones, como los valses "Murió el maestro" de Pedro Espinel, "Ave de Paso" de Samuel Joya Neri, "Mi Primera Elegía" de Eduardo Márquez Talledo y Serafina Quinteras, etc.
En los siguientes años a la muerte de Pinglo, se masificó la radio y el cine que difundieron la música criolla en los sectores populares. La difusión superó el cerrado círculo de amigos o de las jaranas de barrio, llegando progresivamente a toda la ciudad e incluso en ocasiones al extranjero. Las canciones pasaron a ser identificadas por sus compositores e intérpretes, cuya fama individual crecía gracias a la difusión de cancioneros.
En 1939, en el film nacional "Gallo de mi galpón" Jesús Vásquez y Las Peruanitas -las hermanas Loayza- interpretaron canciones de Pinglo. Al año siguiente, el argumento de El Plebeyo fue llevado al cine con J. Saravia en el rol principal. El cine mexicano produjo también, en la década de los cincuenta, una película inspirada en el vals del Maestro protagonizada por Pedro Infante.
En 1942 subió al escenario del teatro Metropolitan la revista musical "Melodías de Pinglo" con libreto y escenografía de Augusto Naranjo y Aurelio Collantes. Fueron escenificados los valses "Oración del labriego", "Mendicidad", "Bouquet" y "El plebeyo". En los roles estelares actuaron Las Criollitas -Eloisa Angulo y Margarita Lynch- Rosita Passano, Delia Vallejos, María Jesús Jiménez y la hija del compositor, Carmen Pinglo.

### Trascendencia: baluarte del criollismo
La aparición de Pinglo y su obra se dio en un momento en que la música criolla competía con ritmos foráneos que tenían preferencia en el público. Es importante destacar que esta pugna entre lo nacional o local y lo internacional o cosmopolita fue percibida con claridad por los compositores criollos de aquella generación, es así que Felipe Pinglo le escribe a un amigo: "[. . .] Tú sabes cómo lucho por sacar adelante la canción criolla, pero tengo la esperanza de que el esfuerzo mío y de otros, que no somos muchos, sirva para que nuestro folklore se coloque en el lugar que le corresponde; y que sea conocido tanto aquí como en el extranjero, pero con carta de ciudadanía peruana bien definida. [. . .]". (En Collantes 1977)
Pinglo introduce ciertas características de la música norteamericana en la polka criolla, logrando un estilo nuevo, teniendo mucho éxito esta combinación, porque hasta ahora se siguen cantando sus one-steps y sus "polkas criollas" creadas en base al ritmo de fox-trot, como "El saltimbanqui", "El sueño que yo viví", "Llegó el invierno", "Ven acá limeña" y "Qué bonito es mirar". Es importante destacar que estas obras son comúnmente tenidas ahora por legítimas polkas criollas, lo cual demuestra que la amalgama fue exitosa y se le ha admitido como válida para incorporarse al repertorio criollo
En cuanto al vals criollo, sus innovaciones consistieron en ampliar y diversificar el universo armónico aumentando las variaciones en los grados de la tonalidad, por un lado, o en alterar el orden, duración y estructura. Sobre estos cambios se sustentaban melodías más ricas y sutiles que las anteriores. En general, creó una mayor libertad en el uso de la armonía y la incorporación de giros melódicos antes desconocidos, llegándose en algunos casos a grados de complejidad nunca usados antes en la música popular limeña. Algunas de estas novedades se pueden encontrar en los valses más elaborados de Felipe Pinglo, como "El canillita", "La oración del labriego", "Jacobo el leñador", "Tu nombre y el mío", "Horas de amor" y "Sueños de opio".  
Pinglo no le rinde homenaje a la Lima mitológica de famas virreinales; la tradición perricholesca de la literatura que por entonces rememoraba con nostalgia el mundo hispánico. Pinglo como mestizo, vio la constatación de la vida y el universo social de su tiempo, que fueron plasmados en su obra. Gracias a Pinglo, la música criolla adquiere jerarquía, dándole interpretación al proceso de transculturización de nuestro pueblo, de la que nacieron también la polka, la marinera, el tondero, estilos musicales que teniendo antecedentes de otras realidades geográficas, son también representativamente peruanos.
Su mensaje social no era bien visto por los gobiernos dictatoriales y oligárquicos de su época. Suponiéndole afiliación aprista entre otros motivos, por mencionar a su vocero oficial el Diario La Tribuna en uno de sus valses (El canillita), algunos de ellos fueron censurados. El plebeyo, El canillita, Mendicidad y otros más.

## En la ficción
La figura de Pinglo ha sido recreada en la ficción con poca frecuencia. La primera vez que aparece es en la película de 1938 Corazón de criollo (llamada también El plebeyo) de Roberto Ch. Derteano, siendo Oswaldo Saravia quien le interpreta.
En 1994, Panamericana Televisión emitió la miniserie El espejo de mi vida, dirigida por José Carlos Huayhuaca, donde el actor Martín Moscoso daba vida a Pinglo.
En 2018, se anunció que Catherine Pirotta dirigiría una película basada en la vida de Pinglo, interpretado por Martín Velásquez.
También se ha producido un musical, Amar no es un delito: El plebeyo, escrito y dirigido por Carlos Tolentino, y protagonizado por Andrea Aguirre (como Giannina Zuccarello) y Emanuel Soriano (interpretando a Pinglo), que se estrenó el 5 de agosto de 2017 en el Teatro Municipal de Lima.